# Elektronikus állam (film)
Az Elektronikus állam (eredeti cím: The Electric State) 2025-ben bemutatott amerikai vegyes technikájú sci-fi kalandfilm, amelyben valós és számítógéppel animált díszletek, élő és számítógéppel animált szereplők közösen szerepelnek, amelyet Joe és Anthony Russo rendezett, Simon Stålenhag azonos című regénye alapján. A főbb szerepekben Millie Bobby Brown, Chris Pratt, Ke Huy Quan, Jason Alexander, Giancarlo Esposito és Stanley Tucci látható.
Az Amerikai Egyesült Államokban és  Magyarországon 2025. március 14-én mutatták be a Netflixen.

## Cselekmény
1990-ben egy háború az emberek és a robotok között káoszba sodorta a világot. Ethan Skate, a Sentre vezérigazgatója kifejlesztette a Neurocaster technológiát, amely lehetővé teszi az emberek számára, hogy feltöltsék tudatukat drónrobotokba. Ennek segítségével az emberiség megnyerte a háborút, míg a robotokat száműzték egy tiltott zónába. Azonban a Neurocaster sikerével az emberek kénytelenek voltak virtuális életet élni, míg a drónok végezték helyettük a munkát.  
1994-ben Michelle nevelőapjával, Teddel él, aki megkeseríti az életét. Miután az iskolában megtagadja a Neurocaster használatát, az igazgató irodájába küldik. Ott megtudja, hogy a szülei egy autóbalesetben haltak meg. Michelle találkozik Cosmóval, aki azt állítja, hogy ő az elhunyt öccse, Christopher, aki gyerekkorában zseni volt. Mikor Michelle nyomokat talál, amelyek arra utalnak, hogy Christopher talán még életben van, ő és Cosmo elindulnak a disztópikus világban, hogy megtalálják őt. Útjuk során találkoznak Keatsszel, egy volt katonával, és Hermannel, egy érző robottal. Később csatlakoznak a száműzött robotokhoz, akiket Mr. Mogyoró vezet. Együtt felfedik a Sentre sötét titkait.
Kiderül, hogy Christophert Skate rabolta el, és kihasználta kivételes intelligenciáját azzal, hogy tudatát beépítette a Sentre Neurocaster technológiájába. Ez a technológia kulcsszerepet játszott abban, hogy az emberek előnyt szerezzenek a robotok elleni háborúban. Eltökélten, hogy megmentse öccsét, Michelle Keats és Herman segítségével behatol a Sentre központjába. Ott rátalál Christopherre, aki kómában van, tudata pedig a Neurocaster rendszer csapdájában rekedt. A virtuális világban megható találkozásra kerül sor, ahol Christopher kifejezi vágyát, hogy megszabaduljon a kizsákmányolt létezésétől. Michelle tiszteletben tartja testvére kívánságát, és lekapcsolja őt a rendszerről, aminek következtében Christopher fizikai teste meghal. Christopher halála leállítja a Sentre drónműveleteit, ezzel megszüntetve Skate irányítását és véget vetve a Neurocaster technológia kizsákmányolásának. A történtek után Skate-et letartóztatják, és a világ lassan újjáépül a háború és a vállalati kapzsiság pusztítása után.  
A film egy rejtett utalással zárul, amely arra enged következtetni, hogy Christopher tudatának egy része talán még mindig Cosmóban él, amit az utolsó jelenet egy visszatükröződő képkockája sugall.

## Szereplők
| Szerep             | Színész            | Magyar hang       |
| ------------------ | ------------------ | ----------------- |
| Michelle Greene    | Millie Bobby Brown | Vida Sára         |
| John D. Keats      | Chris Pratt        | Miller Zoltán     |
| Dr. Clark Amherst  | Ke Huy Quan        | Csőre Gábor       |
| Ethan Skate        | Stanley Tucci      | Csankó Zoltán     |
| Christopher Greene | Woody Norman       | Vida Bálint       |
| Bradbury ezredes   | Giancarlo Esposito | Végh Péter        |
| Ted Finister       | Jason Alexander    | Kerekes József    |
| Herman             | Martin Klebba      |                   |
| Ms. Sablinsky      | Marin Hinkle       | Fodor Annamária   |
| Ben Alcott         | Michael Trucco     | Szatmári Attila   |
| Szerep             | Eredeti hang       | Magyar hang       |
| P.C.               | Ke Huy Quan        | Csőre Gábor       |
| Mr. Mogyoró        | Woody Harrelson    | Stohl András      |
| Herman             | Anthony Mackie     | Papp Dániel       |
| McSuhint           | Brian Cox          | Papp János        |
| Levelin            | Jenny Slate        | Nemes Takách Kata |
| Mrs. Olló          | Susan Leslie       | Nemes Takách Kata |
| Cosmo              | Alan Tudyk         | Hannus Zoltán     |
| Kid Cosmo          | Phoenix Notary     | Hegedűs Johanna   |
| Perplexo           | Hank Azaria        | Szatory Dávid     |
| Clem               | Jordan Black       | Szatory Dávid     |
| Wolfe              | Colman Domingo     | Olt Tamás         |
| Blitz              | Rob Gronkowski     | Pásztor Dániel    |
| Szemetes robot     | Billy Gardell      |                   |

### Magyar változat
- Magyar szöveg: Blahut Viktor
- Hangmérnök: Jacsó Bence
- Vágó: Kajdácsi Brigitta
- Gyártásvezető: Kincses Tamás
- Szinkronrendező: Majoros Eszter

A szinkront a Mafilm Audio Kft. készítette el.

## A film készítése
A filmet először 2017 decemberében jelentették be, amikor Joe és Anthony Russo megszerezték a jogokat Simon Stålenhag 2018-as regényéhez. A Russo testvérek producerként vettek részt a projektben, míg Andy Muschietti tárgyalásokat folytatott a rendezői szerepre. Christopher Markus és Stephen McFeely, a Russo testvérek gyakori munkatársai írták a forgatókönyvet. 2020 decemberében a Universal Pictures nyerte el a film forgalmazási jogait, ekkorra a Russo testvérek már vállalták a rendezői feladatokat, míg Muschietti ügyvezető producerként maradt a projektben új produkciós cége révén. Millie Bobby Brown főszereplésével készült a film, a forgatás pedig akkor kezdődött volna, amikor a Russo testvérek befejezték A szürke ember című filmjüket, és Brown befejezte a Stranger Things negyedik évadának forgatását.
2022 júniusában arról számoltak be, hogy a film forgalmazási jogai átkerülhetnek a Netflixhez, mivel a Universal már nem tervezte mozis bemutatót. Később abban a hónapban megerősítették, hogy a Netflix lesz a film forgalmazója, és Chris Pratt tárgyalásokat folytatott, hogy Millie Bobby Brown mellett szerepeljen a filmben. Pratt szereplését augusztusban erősítették meg, ekkor csatlakozott a stábhoz Michelle Yeoh, Stanley Tucci, Jason Alexander, Brian Cox és Jenny Slate is. Cox és Slate karaktereket szinkronizáltak a filmben. Októberben Woody Norman is bekerült a szereplőgárdába. 2022 novemberében Giancarlo Esposito csatlakozott a filmhez Marshall, egy fenyegető robotdrón hangjaként. Anthony Mackie és Billy Bob Thornton szintén szerepet kaptak. Ke Huy Quan vette át Michelle Yeoh helyét, miután Yeoh ütemezési problémák miatt kilépett a projektből. 2024 októberében jelentették be, hogy Woody Harrelson, Alan Tudyk, Hank Azaria és Colman Domingo is csatlakozott a szereplőgárdához, mint robotkarakterek szinkronhangjai.
A forgatás 2022 októberében kezdődött Atlantában. 2022. november 4-én a forgatást ideiglenesen leállították, miután egy stábtag egy forgatáson kívüli autóbalesetben életét vesztette. A forgatás hivatalosan 2023 februárjának elején fejeződött be. 2024 februárjáig utólagos felvételekre is sor került, amelyek március 20. és április 5. között zajlottak. A film zenéjét Alan Silvestri szerezte, amely a harmadik együttműködése a Russo testvérekkel.

## Marketing
Az első hivatalos képeket és a film cselekményének összefoglalóját 2024. október 1-jén tette közzé a Netflix. Dais Johnston, az Inverse munkatársa aggodalmát fejezte ki a tekintetben, hogy ezek a fotók megerősítik, a film látszólag nem lesz hű az eredeti könyvhöz, mivel olyan vizuális stílust mutat be, amely a Stålenhag-féle eredeti rajzokhoz képest „zavaros színminőséget” tartalmaz.
A Netflix végül 2024. október 17-én, a New York-i Comic Con rendezvényen mutatta be a kedvcsináló előzetest. Azt is megerősítették, a film nagymértékben eltér majd az eredeti forrásanyagtól, abban a tekintetben, hogy saját, eredeti történetet meséljen majd el, ami viszont negatív visszajelzéseket kapott a rajongóktól, mert közvetlen adaptációban reménykedtek.
Ezeket a jelentős változtatásokat a film panelbeszélgetésén magyarázták el, ahol Anthony Russo kijelentette, valójában „lenyűgözőnek” találják az eredeti történetet, és a Marvel-filmekhez hasonlónak ítélték meg az adaptációval kapcsolatos tapasztalataikat. Ugyanakkor azt is elmondta, hogy nehezen értették meg a történetet, és úgy érezték, a világot nem mutatták meg eléggé a képregényből, ami miatt a kétórás filmre való kidolgozása is kihívást jelentett. Ez vezetett ahhoz, hogy a műalkotást inspirációként használva egy teljesen új történetet alkossanak, amelyben az 1990-es évek esztétikáját és a mesterséges intelligenciát fejlesztő robot-animatronikát használták, és amelyben egy retro-futurisztikus társadalomban kampányoltak az egyenlő jogokért.

## Bemutató
Az Elektronikus állam világpremierje 2025. február 24-én volt a Grauman's Egyptian Theatre-ben (Los Angeles, Kalifornia). 2025. március 14-én jelent meg a Netflixen.
A film alapján készült The Electric State: Kid Cosmo című videójáték 2025. március 14-én jelent meg iOS-re és Androidra a Netflix Games forgalmazásában. Michelle és Christopher gyermekkorát mutatja be, miközben játszanak egy Cosmót ábrázoló mobiljátékot.